# Sakina Boutamine
Sakina Boutamine, née le 2 juin 1953, est une athlète algérienne, spécialiste des courses de demi-fond, 170 cm  pour 65 kg. Universitaire, elle a débuté en sport en 1975 au DNC Constantine et a mis fin à sa carrière sportive en 1981 avec le Raed Solb Kouba.

## Carrière
Aux Jeux africains de 1978 à Alger, elle est médaillée d'or sur 1 500 mètres et médaillée d'argent sur 800 mètres. Aux Championnats d'Afrique d'athlétisme 1979 à Dakar, elle remporte l'or sur 1 500 mètres et 3 000 mètres. Elle est également médaillée de bronze aux Jeux méditerranéens de 1979 à Split.
Elle est qualifiée pour participer au 800 mètres des Jeux olympiques d'été de 1980 à Moscou, devenant ainsi la première athlète algérienne à se qualifier pour des Jeux, mais est non-partante lors du premier tour.
Elle devient ensuite journaliste sportive à la chaîne 1 de la radio algérienne avant de prendre sa retraite.

### Palmarès
| Date | Compétition                | Lieu       | Résultat | Épreuve | Performance   |
| ---- | -------------------------- | ---------- | -------- | ------- | ------------- |
| 1977 | Coupe du monde des nations | Düsseldorf | 6e       | 1 500 m | 4 min 18 s 5  |
| 1978 | Jeux africains             | Alger      | 1er      | 1 500 m | 4 min 16 s 43 |
| 1978 | Jeux africains             | Alger      | 2e       | 800 m   | 2 min 05 s 64 |
| 1979 | Championnats d'Afrique     | Dakar      | 1er      | 1 500 m | 4 min 23 s 6  |
| 1979 | Championnats d'Afrique     | Dakar      | 1er      | 3 000 m | 9 min 31 s 1  |
| 1979 | Coupe du monde des nations | Montréal   | 4e       | 1 500 m | 4 min 12 s 13 |
| 1979 | Coupe du monde des nations | Montréal   | 7e       | 3 000 m | 9 min 30 s 73 |
| 1979 | Jeux méditerranéens        | Split      | 3e       | 1 500 m | 4 min 10 s 60 |
| 1980 | Jeux olympiques            | Moscou     | —        | 800 m   | DNF           |

- Palmarès national :
  - Triple  championne d'Algérie de cross-country  en 1976, 1977 et 1978[4].

### Records
- Sakina Boutamine a battu plusieurs records nationaux et africains en athlétisme.
- 400 mètres, 800 mètres, 1500 mètres et 3000 mètres (records d'Algérie).
- 1500 mètres (4 min 10 s), record d'Afrique.
- 3000 mètres (9 min 29 s), record d'Afrique.

### Sources
- El-Mountakheb n° 262 du samedi 15 décembre 1990 pages 11, 12, 13 et 14 (dans l'article : entre deux générations ; en arabe bayna jilayne :- Sakina Boutamine et Hassiba Boulmerka).